# Vénus et Cupidon volant du miel
Vénus et Cupidon volant du miel est un tableau réalisé en 1531 par le peintre de la Renaissance allemande Lucas Cranach l'Ancien. Cette peinture à l'huile sur bois est une peinture mythologique qui représente la déesse Vénus et son fils Cupidon nus près d'un arbre dans le tronc duquel le jeune Amour a trouvé un rayon de miel, ce qui lui vaut d'être désormais assailli par des abeilles. L'œuvre est conservée à la Fondation Bemberg, à Toulouse, en France, mais il en existe de nombreuses autres versions ailleurs dans le monde.

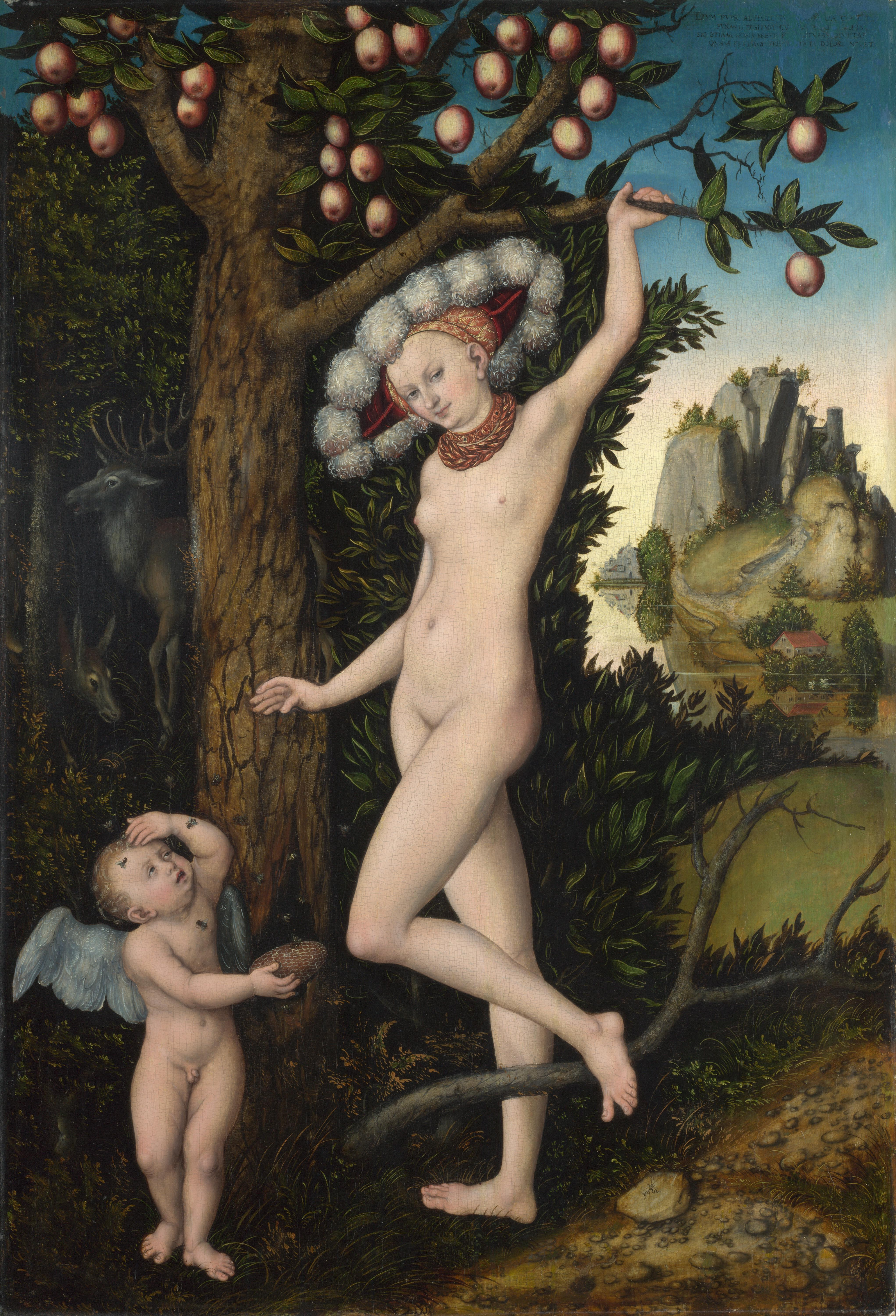
Vénus avec Cupidon voleur de miel, 1526-1527 – National Gallery, Londres.
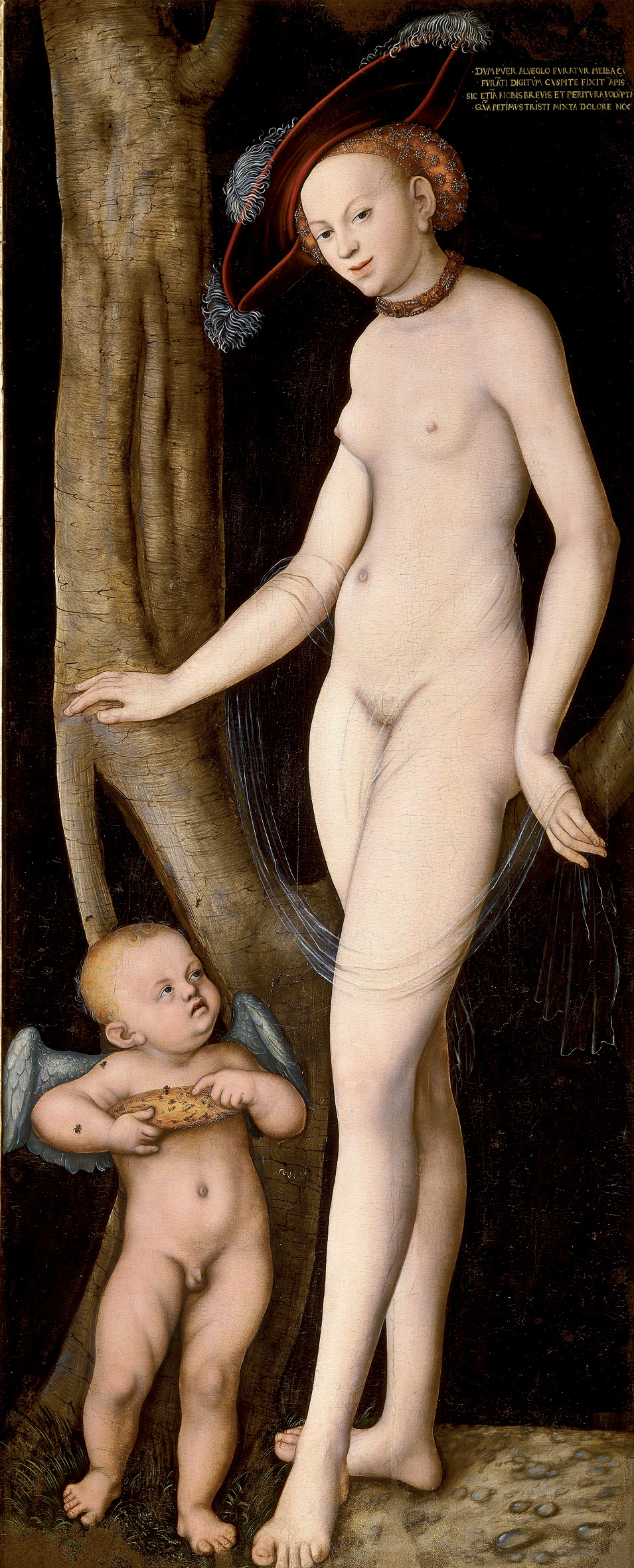
Vénus avec Cupidon voleur de miel, vers 1531 – Galerie Borghèse, Rome.
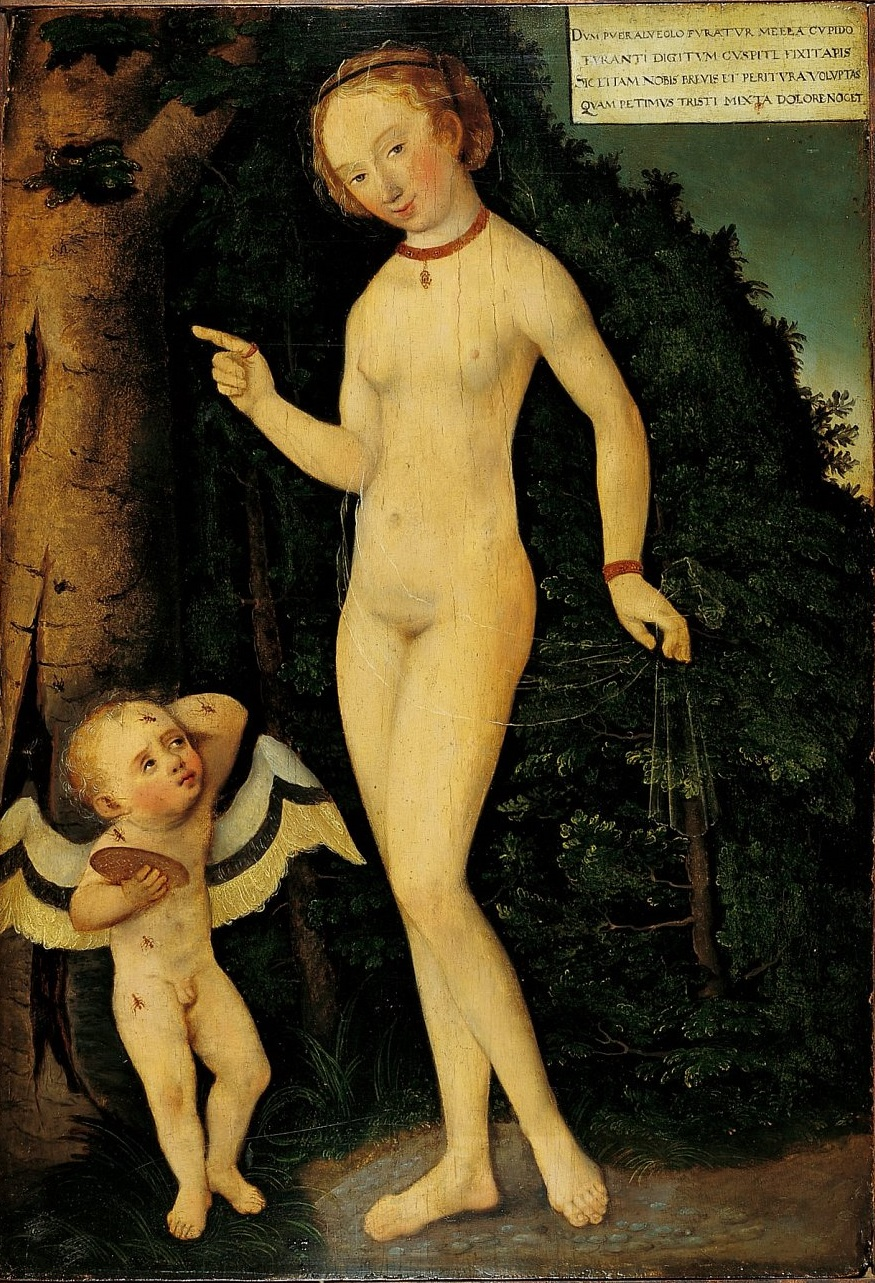
Vénus et l'Amour voleur de miel, vers 1535 – Musée des Arts décoratifs, Paris.